# محوطه ممه صفی
محوطه ممه صفی مربوط به عصر برنز - عصر آهن است و در شهرستان ماهنشان، بخش انگوران، دهستان قلعه جوق، ۵۰ متری شرق روستای چهارتاق واقع شده و این اثر در تاریخ ۱۸ اسفند ۱۳۸۷ با شمارهٔ ثبت ۲۵۳۴۷ به‌عنوان یکی از آثار ملی ایران به ثبت رسیده است.